# Ловци на глави (сериал)
„Ловци на глави“ или „Килджойс“ (на английски: Killjoys) е канадски научнофантастичен сериал, чиято премиера е на 19 юни 2015 г. На 1 септември 2015 г. сериалън е подновен за втори сезон.

## Резюме
Джон, Д'авин и Дъч са ловци на глави с много трудни характери, но обичащи да се забавляват. Триото изпълнява мисии между планетите, като залавя опасни престъпници. И тримата са се заклели да бъдат винаги неутрални и да не заемат страна в конфликти, но сега се задава кървава, междупланетарна война, която застрашава света им.